# Mataiva
Mataiava is een atol; het is het meest westelijk gelegen eiland van de Tuamotueilanden, onderdeel van Frans-Polynesië.
Het atol is ovaalvormig en meet zo'n 10 bij 5,5 km. Het eiland heeft een landoppervlakte van ongeveer 16 km². Bestuurlijk/administratief valt het eiland onder de gemeente Rangiroa. Het eiland ligt 300 km ten noorden van Tahiti, het dichtst bijzijnde eiland is Tikehau, dat 39 km oostelijk ligt.

## Geschiedenis
Tikehau werd op 30 juli 1820 ontdekt door de Russische ontdekkingsreiziger Fabian Gottlieb von Bellingshausen. Charles Wilkes beschreef het eiland in september 1839 tijdens zijn Amerikaanse ontdekkingsreis.
In de negentiende eeuw namen de Fransen bezit van het eiland. Er woonden toen ongeveer 30 mensen. Zij leverden kopra en maakten jacht op zeeschildpadden.

## Geologie
Het eiland is een atol dat zich vormde rond de top van een vulkaan die 64,3 tot 66,4 miljoen jaar geleden 2900 meter van de zeebodem oprees. Bijzonder aan dit eiland is de lagune van 25 km², die vanuit de lucht een netvormige structuur vertoont. De lagune bestaat uit 70 verschillende basins met een diepte van slechts 8 meter. De bodem bestaat uit nooit geëxploiteerde afzettingen die rijk zijn aan fosfaten. Weinig atollen in het gebied hebben een lagune met deze structuur.

## Ecologie
Naast de grote rijkdom aan vissoorten, zijn de nauwelijks bewoonde motu's rijk aan vogels. Op het eiland komen 41 vogelsoorten voor waaronder zeven soorten van de Rode Lijst van de IUCN waaronder de tahiti-stormvogel (Pseudobulweria rostrata) en de endemische, tuamotujufferduif (Ptilinopus coralensis) en tuamotukarekiet (Acrocephalus atyphus).

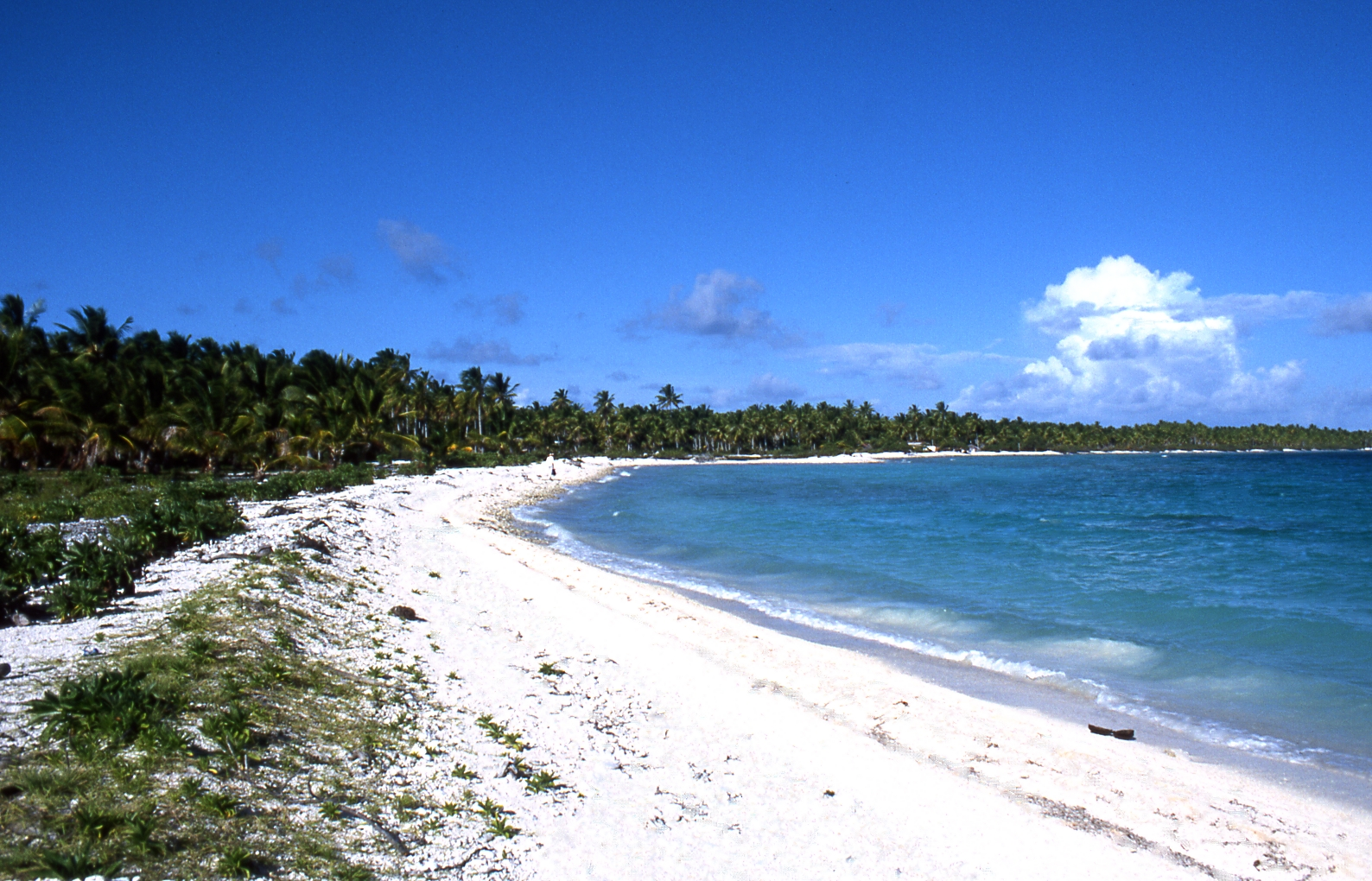
Uitzicht op de oceaan
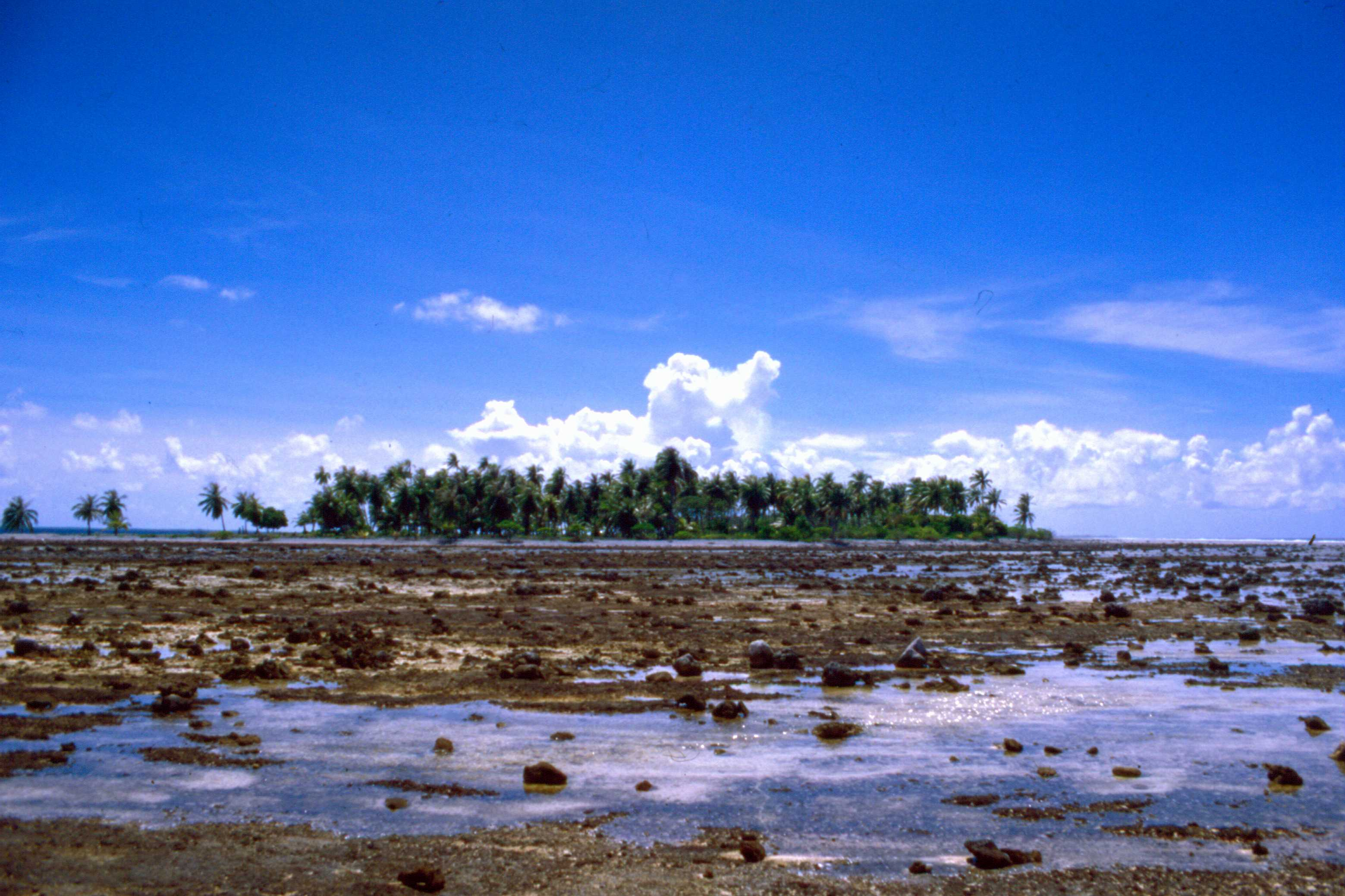
De lagune van Mataiva
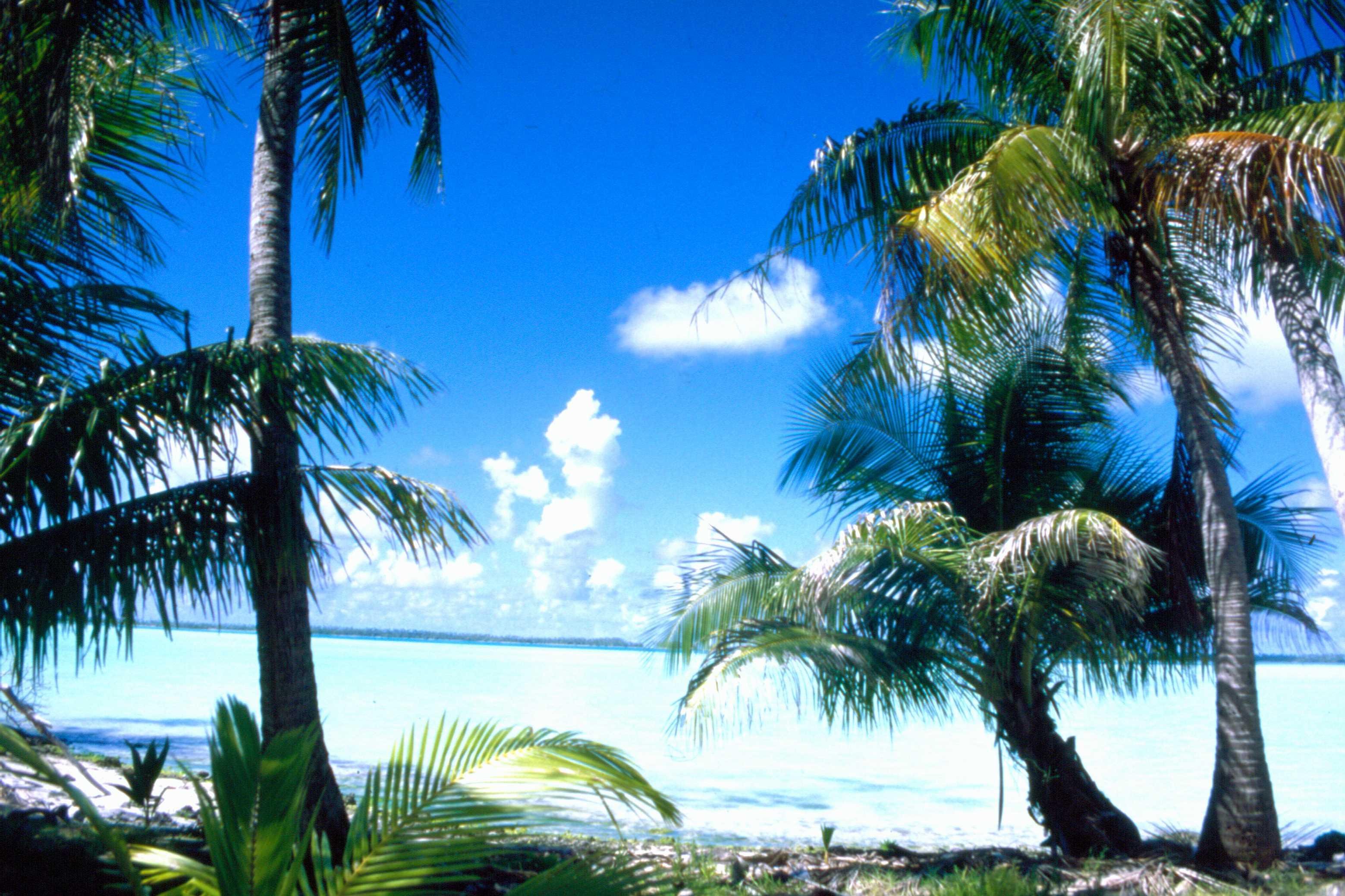
De lagune